# Free Pascal

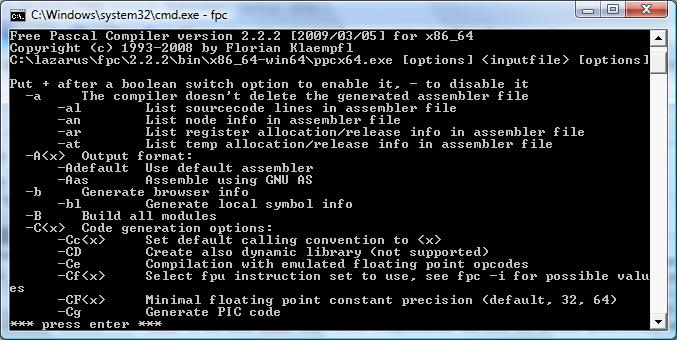
Free Pascal, 64bitsversion under Windows Vista

Free Pascal, eller FPC (förkortning för Free Pascal Compiler), är en kompilator för programspråket Pascal och dess objektorienterade utveckling Object Pascal. Kompilatorn stöder flera pascaldialekter och platformar, bland andra 32- och 64bit för skrivbordsdatorer. Kompilatorn släpptes först 1997 och stöder som assembler kod skriven för Delphi och Turbo Pascal och har även sin egen implementation. Biblioteket VCL som utvecklats av Borland för att bygga grafiska program för Windows har även en motsvarighet till FPC, LCL, som förutom Windows även kan bygga grafiska program för Mac OS X och Linux. Ett program som är skrivet i FPC, även med LCL, kan ofta kompileras om för en annan plattform än den den skrevs på.
FPC är fri programvara och har därmed öppen källkod; dock är kompilatorn inte en del av GNU-projektet. 
FPC stöder många processorarkitekturer och används flitigt på Linux, men även på Windows, och kan också användas på mindre enheter som mobiltelefoner, nätverkstillbehör och stordatorer.

## Stöd för system
Free Pascal stöder flera olika system, men alla versioner stöder inte alla systemtyper.

### Version 2.3.x(utvecklingsversion)
Förutom samtliga system som stöds av version 2.2:
- Symbian OS - med UIQ
- Mac OS X 64-bit - för x86_64 (AMD64) och 64-bits PowerPC
- FreeBSD/x86_64

### Version 2.2.x(nuvarande version)
Version 2.2.0 utökar version 2.0.x med följande system, utöver de som redan stöddes i 2.0.x:
- Win64
- Mac OS (Intel, i386)
- PowerPC 64-bit
- Windows CE (Windows Mobile)
- Nintendo Game Boy Advance (Endast standard-ARM)
- Nintendo DS

### Version 2.0.x
Processorer:
- iA-32: Intel 80386, och kloner, samt efterföljande modeller (80486 och Pentiums).
  - AMD64: x86_64
- PowerPC
- ARM
- SPARC v8 och v9

Operativsystem:
- Linux: alla processorer
- BSD och liknande
  - FreeBSD
  - Mac OS och Darwin   (PowerPC)
- Mac OS Classic
- DOS; Go32V2 extender. PMode extender används ibland för inbyggda system
- Win32 (Microsoft Windows 95 och alla följande Windows-versioner)
- OS/2: EMX och native
- Novell NetWare
- MorphOS

### Version 1.0.x
Processorer:
- Intel 80386 och kompatibla
- Motorola 680x0

Operativsystem:
- Linux: x86/m68k
- BSDs
  - FreeBSD
  - NetBSD: x86/m68k
- DOS: Go32V2 extender. PMode används ibland för embedded-projekt.
- Win32
- OS/2: EMX
- Amiga Classic, m68k

Betaplattformar:
- BeOS, beta
- En betaversion för OpenBSD/x86 fanns tidigare, men togs bort.
- SunOS, Solaris
- QNX
- Windows CE